# Мазаші
Мазаші (груз. მაზაში) — село в Грузії.
За даними перепису населення 2014 року в селі проживає 48 особа.